# Annamari Dancha
Annamari Dancha (ukrainien : Данча Аннамарі Михайлівна), née le 26 mars 1990 à Oujhorod, est une snowboardeuse ukrainienne. Elle participe aux Jeux olympiques d'hiver de 2010, de 2014 et de 2018. Le 5 février 2019, elle remporte la médaille d'argent en slalom parallèle lors des championnats du monde.